# 盧喬·塞斯蒂奧站
盧喬·塞斯蒂奧站（義大利語：Lucio Sestio）是羅馬地鐵A線的一個車站。站名來自於附近的盧喬·塞斯蒂奧路。盧喬·塞斯蒂奧站開通於1980年。